# Kanton Meaux
Kanton Meaux (fr. Canton de Meaux) je francouzský kanton v departementu Seine-et-Marne v regionu Île-de-France. Tvoří ho pouze město Meaux. Kanton vznikl v roce 2015.